# Mistrzostwa Europy U-21 w futsalu
Mistrzostwa Europy U-21 w futsalu (ang. UEFA Under-21 Futsal Tournament) były rozgrywkami rozgrywanymi przez UEFA dla graczy, którzy w dniu rozpoczęcia fazy kwalifikacyjnej mieli najwyżej 21 lat, które miały odbywać się co dwa lata. Odbyła się tylko jedna edycja w 2008.  W 2019 po latach przesunięć drugiej edycji turniej zlikwidowano i został zastąpiony przez Mistrzostwa Europy U-19 w futsalu. W jedynym turnieju Futsal Euro U-21 wzięło udział 8 drużyn. Pierwszy i ostatni turniej odbył się w rosyjskim Sankt Petersburgu. Wygrała go reprezentacja Rosji po pokonaniu w finale reprezentacji Włoch 5:4

## Historia
Zawody miały odbywać się co dwa lata w lata nieparzyste, z turniejem finałowym, w którym bierze udział 8 drużyn. W 2008 roku został rozegrany jedyny turniej. 28 drużyn zostało podzielone na 7 grup po 4 zespoły. Grały one każdy z każdym w formie miniturniejów. Zwycięzca awansował do Finałów MME.  Polska nie wzięła udziału w turnieju z powodu przegranej w Krośnie w kwalifikacjach z reprezentacją Ukrainy 0:5 (0:3). Rosja jako gospodarz miała automatycznie zapewniony awans. W 2019 po latach przesunięć drugiej edycji turniej zlikwidowano i został zastąpiony przez Mistrzostwa Europy U-19 w futsalu. Rosja wygrała w finale 5:4 z Włochami. Ukraina i Hiszpania odpadły w półfinale. Polska nigdy nie wzięła udziału w turnieju z powodu przegranej w kwalifikacjach z reprezentacją Ukrainy 0:5 (0:3) w jedynej edycji i braku następnej edycji. 

## Edycja
| Rok  | Gospodarz | Finał      | Finał    | Finał       | Przegrani półfinałów          |
| Rok  | Gospodarz | Mistrz     | Wynik    | Wicemistrz  | Przegrani półfinałów          |
| ---- | --------- | ---------- | -------- | ----------- | ----------------------------- |
| 2008 | Rosja     | Rosja U-21 | 5:4 p.d. | Włochy U-21 | Ukraina- U21 i Hiszpania U-21 |

## Statystyki

### Klasyfikacja medalowa
| Msc. | Państwo        | złoto | srebro | brąz |   |
| ---- | -------------- | ----- | ------ | ---- | - |
| 1.   | Rosja U-21     | 1     | 0      | 0    | 1 |
| 2.   | Włochy U-21    | 0     | 1      | 0    | 1 |
| 3.   | Ukraina- U21   | 0     | 0      | 1    | 1 |
| 4.   | Hiszpania U-21 | 0     | 0      | 1    | 1 |

### Ogólny bilans występów
| Zespół          | 2008 | Łącznie |
| Rosja U-21      | M    | 1       |
| Włochy U-21     | WM   | 1       |
| Ukraina- U21    | PF   | 1       |
| Hiszpania U-21  | PF   | 1       |
| Niderlandy U-21 | FG   | 1       |
| Słowenia U-21   | FG   | 1       |
| Chorwacja U-21  | FG   | 1       |
| Kazachstan U-21 | FG   | 1       |

Legenda
M - Mistrz
WM - Wicemistrz
PF - Półfinał
FG -Faza Grupowa
(-) - nie zakwalifikowała się
(-) - nie brała udziału
(x) - wycofała się/dyskwalifikacja

### Start gospodarza
| Rok  | Zespół     | Rezultat    | Mecze | Punkty | Zwycięstwa | Remisy | Porażki | Bilans bramek |
| ---- | ---------- | ----------- | ----- | ------ | ---------- | ------ | ------- | ------------- |
| 2008 | Rosja U-21 | Mistrzostwo | 5     | 11     | 3          | 2      | 0       | 15:12         |

## Tabela wszech czasów
W jedynych finałach futsalowych mistrzostw Europy U-21 wystąpiło 8 reprezentacji narodowych. Rozegrały 16 meczów (4 zakończyły się remisem), strzelono w nich 71 bramek (4,4 na mecz)
| Lp. | Reprezentacja   | Starty | Mecze | Zwycięstwa | Remisy | Porażki | Stosunek bramek | Punkty |
| --- | --------------- | ------ | ----- | ---------- | ------ | ------- | --------------- | ------ |
| 1   | Rosja U-21      | 1      | 5     | 3          | 2      | 0       | 15:12           | 11     |
| 2   | Hiszpania U-21  | 1      | 4     | 3          | 0      | 1       | 11:3            | 9      |
| 3   | Włochy U-21     | 1      | 5     | 2          | 2      | 1       | 11:10           | 8      |
| 4   | Ukraina- U21    | 1      | 4     | 2          | 0      | 2       | 7:5             | 6      |
| 5   | Niderlandy U-21 | 1      | 3     | 1          | 0      | 2       | 9:9             | 3      |
| 6   | Słowenia U-21   | 1      | 3     | 0          | 2      | 1       | 9:10            | 2      |
| 7   | Chorwacja U-21  | 1      | 3     | 0          | 2      | 1       | 8:9             | 2      |
| 8   | Kazachstan U-21 | 1      | 3     | 0          | 0      | 3       | 1:13            | 0      |